# Pattinatori Sambenedettesi
La Pattinatori Sambenedettesi è una società di pattinaggio e hockey in-line di San Benedetto del Tronto (AP).
La squadra di hockey in-line nella stagione 2010/2011 partecipa al campionato di Serie A2.

## Storia
La Pattinatori Sambenedettese è stata fondata nel 1978 e partecipa per la prima volta ad un campionato nazionale nel 1980.
Negli anni '90 si decise di passare dall'hockey tradizionale su pista a quello Inline.
Nella stagione 2009/2010 vince per la prima volta un trofeo, la Coppa Italia di serie B, battendo in finale la NP Molinese per 5-4.
Nei playoff nazionali si classifica al 3º posto dopo essere arrivata prima nel girone E di serie B.
Dalla stagione 2010/2011 partecipa al campionato nazionale di serie A2.

## Roster
| Numero | Nazionalità       | Nome                     | Ruolo | Data di Nascita | Nei P.S. dal | Paese di nascita |
| ------ | ----------------- | ------------------------ | ----- | --------------- | ------------ | ---------------- |
| 1      | Italia (bandiera) | Massimo Bertolotti       | P     | 1955/06/08      | 1980         | Italia           |
| 12     | Italia (bandiera) | Massimiliano Aliprandi   | P     | 1973/06/01      | 2008         | Italia           |
| 18     | Italia (bandiera) | Daniele Merli            | P     | -               | 1990         | Italia           |
| 77     | Italia (bandiera) | Domenico Piergallini     | P     | -               | 1990         | Italia           |
| 62     | Italia (bandiera) | Marozzi Paolo            | P     | 1986/11/10      | 2000         | Italia           |
| 15     | Italia (bandiera) | Matteo Pagani            | D     | 1978/05/11      | 2009         | Italia           |
| 30     | Italia (bandiera) | Michele Fratalocchi      | D     | 1983/01/19      | 1996         | Italia           |
| 21     | Italia (bandiera) | Cristian Gabriel Majeras | D     | 1982/01/21      | 2006         | Argentina        |
| 56     | Italia (bandiera) | Andrea Montenovo         | D     | 1981/05/05      | 1990         | Italia           |
| 46     | Italia (bandiera) | Giorgio Verdecchia       | D     | 1978/04/21      | 2010         | Italia           |
| 68     | Italia (bandiera) | Mauro Vagnoni (C)        | D     | 1975/12/25      | 1990         | Italia           |
| 82     | Italia (bandiera) | Maria Lattanzi           | A     | 1982/01/04      | 2010         | Italia           |
| 91     | Italia (bandiera) | Daniele Ruggeri          | A     | 1982/08/31      | 1996         | Italia           |
| 27     | Italia (bandiera) | Romolo Bugari            | A     | 1953/07/27      | 1980         | Italia           |
| 78     | Italia (bandiera) | Stefano Lattanzi         | A     | 1978/06/04      | 2000         | Italia           |
| 93     | Italia (bandiera) | Adriano Vallorani        | A     | 1980/08/01      | 1996         | Italia           |
| 97     | Italia (bandiera) | Luca Tiburtini (A)       | A     | 1983/09/26      | 1996         | Italia           |